# Ion Ionescu
Ion Gheorghe Ionescu (Bucarest, 5 aprile 1938) è un allenatore di calcio ed ex calciatore rumeno, di ruolo attaccante.

## Palmarès

### Giocatore

#### Competizioni nazionali
- Campionato rumeno: 1

Rapid Bucarest: 1966-1967
- Campionato tedesco:

Alemannia Aquisgrana: 1968-1969 (secondo posto)
- Seconda divisione belga: 1

Cercle Bruges: 1970-1971

#### Competizioni internazionali
- Coppa dei Balcani: 2

Rapid Bucarest: 1963-1964, 1965-1966

#### Individuale
- Capocannoniere del campionato rumeno: 2

1962-1963 (20 gol), 1965-1966 (24 gol)

### Allenatore

#### Competizioni nazionali
- Seconda divisione rumena: 1

Gloria Buzău: 1977-1978